# Damernas barr i gymnastik vid olympiska sommarspelen 1992
Damernas barr i gymnastik vid olympiska sommarspelen 1992 avgjordes den 26 juli-1 augusti i Palau d'Esports de Barcelona.

## Medaljörer
| Gren          | Guld       | Silver            | Brons              |
| Damernas barr | Lu Li Kina | Tatiana Gutsu OSS | Shannon Miller USA |

## Resultat

### Kval
| Placering | Gymnast                  | Poäng  |
| --------- | ------------------------ | ------ |
| 1         | Tatiana Gutsu (EUN)      | 19,899 |
| 2         | Kim Gwang Suk (PRK)      | 19,875 |
| 3         | Lavinia Miloșovici (ROM) | 19,862 |
| 3         | Shannon Miller (USA)     | 19,862 |
| 5         | Mirela Pașca (ROM)       | 19,837 |
| 6         | Lu Li (CHN)              | 19,824 |
| 7         | Cristina Fraguas (ESP)   | 19,812 |
| 8         | Li Li (CHN)              | 19,800 |

### Final
| Placering | Gymnast                  | Poäng  |
| --------- | ------------------------ | ------ |
|           | Lu Li (CHN)              | 10,000 |
|           | Tatiana Gutsu (EUN)      | 9,975  |
|           | Shannon Miller (USA)     | 9,962  |
| 4         | Lavinia Miloșovici (ROM) | 9,912  |
| 4         | Kim Gwang Suk (PRK)      | 9,912  |
| 4         | Mirela Pașca (ROM)       | 9,912  |
| 7         | Cristina Fraguas (ESP)   | 9,900  |
| 8         | Li Li (CHN)              | 9,887  |